# شهرستان وبستر (میزوری)
شهرستان وبستر، میزوری (به انگلیسی: Webster County, Missouri) یک شهرستان در ایالات متحده آمریکا است که در میزوری واقع شده‌است.